# De Leien

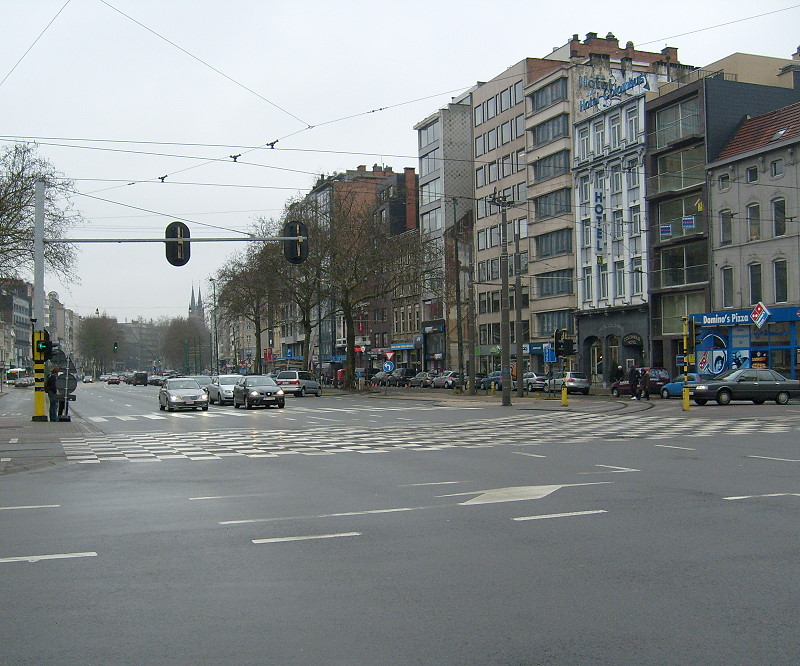
Frankrijklei.

De Leien zijn een reeks straten in het centrum van de Belgische stad Antwerpen. Zij verbinden het Zuiden (de toegang vanuit Brussel) met het Noorden (het begin van de haven). Zij volgen grotendeels het tracé van de Spaanse omwalling zoals die werd aangelegd in de zestiende eeuw.

## Historiek
Lei is een oudere Zuid-Nederlandse benaming voor avenue of laan. De Leien volgen min of meer het traject van de zestiende-eeuwse Spaanse omwallingen. Deze omwalling uit 1542 bevatte enkele vestingen die de verdediging van Antwerpen moesten waarborgen. Na de onafhankelijkheid van België werd Antwerpen de laatste verdediging. Vanuit Antwerpen werd er op de overheid meer druk uitgeoefend om de stad meer te kunnen uitbreiden. Er was immers ook nog een erfdienstbaarheid non-aedificandi (militair bouwverbod) voor de gronden binnen de 500 meter van de omwalling. Nadat de stad in 1859 opnieuw eigenaar wordt van de 154 ha tellende omwalling, werd deze afgebroken en in straten gelegd (1867-1869). Voortaan zou de Brialmontomwalling voor de verdediging van Antwerpen moeten zorgen. De straatnamen luidden van noord naar zuid: Handelslei, Kunstlei, Nijverheidslei en Zuiderlei. Na de Eerste Wereldoorlog werden de namen door het stadsbestuur omgedoopt tot resp. Italiëlei, Frankrijklei, Britselei en Amerikalei, naar de overwinnende geallieerde landen.

## Huidige situatie
De Amerikalei in het zuiden begint aan de Bolivarplaats. Onder dit plein ligt de Bolivartunnel, waardoor de autosnelweg A112 loopt, die de Leien verbindt met de Ring en de A12. De Amerikalei en de Britselei dragen het nummer N113, de Frankrijklei en Italiëlei maken onderdeel uit van de N1.
Tot in de jaren 30 werden de Leien beschouwd als drie parallelle straten met tweerichtingsverkeer. Dit verklaart ook waarom de tramhaltes (op het niet heraangelegde stuk) zo ver van het voetpad liggen: de trams reden in de omgekeerde richting. Na de Tweede Wereldoorlog werden de zijrijbanen heringericht voor eenrichtingsverkeer, tot eind de jaren 60 hadden de trams (zowel de stadstrams als de buurtspoorwegen, de zogenaamde boerentrams) deuren aan beide zijden en de haltes lagen in de middenberm, zodat de passagiers op de middenberm konden wachten en daar op- en afstappen.
Het zuidelijke deel van de Leien werd in de eerste jaren van de 21e eeuw heraangelegd. De tram en bus kregen hun eigen bedding in het midden van de laan. Om de vrije tram- en busbaan heen liggen nu 2x2 rijstroken voor doorgaand verkeer, die door een fietspad gescheiden worden van de rijstroken voor lokaal verkeer.
Het noordelijke deel van de Leien werd vanaf 2015 naar hetzelfde model opnieuw aangelegd. In 2006 veranderde de Frankrijklei alvast ingrijpend van uitzicht, toen de 'tijdelijke' noodbrug over de Franklin Rooseveltplaats na 33 jaar werd weggenomen. In 2016 werd over het einde van de Italiëlei de Parkbrug voor voetgangers en fietsers geopend. De opmerkelijke brug werd ontworpen door Ney & Partners en verbindt de wijk het Eilandje met Park Spoor Noord.
Tussen de Italiëlei en de Frankrijklei kwam een nieuw autoluw plein, het Operaplein genaamd. De vroegere Koninklijke Vlaamse Opera, sinds 2014  Opera Ballet Vlaanderen is hier gevestigd. 
Het gerenoveerde premetrostation Opera werd heropend op 8 december 2019. Doorgaand verkeer wordt via een tunnel onder het plein geleid. De Jeanne Brabantstunnel en  Jos Brabantstunnel werden in mei 2020 geopend voor verkeer.
In februari 2021 waren de werken aan de Noorderlijn klaar.

## Trivia
- De Leien worden ook wel 'Den Boulevard' genoemd. De benaming "boulevard" wordt nog steeds gebruikt door oudere Antwerpenaars in het Antwerps dialect; de benaming "De Leien" wordt voornamelijk gebruikt door de media en jongere bewoners.
- Voordien gebruikte men de benaming de "Leien" voor de straten van het chique zuid rond het Hof van Leysen (tussen de Markgravelei en de Desguinlei): de Van Putlei, de Bosmanslei en de Arthur Goemaerelei.
- Men zegt gemakshalve dat "Alleen wie binnen de Leien wordt geboren (of woonde wanneer hij/zij werd geboren), mag zich volgens de overlevering een 'Sinjoor' noemen". Deze titel dateert ook uit de tijd der Spaanse bezetting en betekent heer.  Echter de overlevering is dat "Wie binnen de Spaanse omwalling geboren werd ( of er woonde), zich 'Sinjoor' mag noemen.[5]
- De De Keyserlei, een oostwaartse zijstraat van de Frankrijklei naar het station Antwerpen-Centraal, of de Maria-Theresialei, Louisa-Marialei en Maria-Henriettalei, eveneens oostwaartse zijstraten van de Frankrijklei maar dan naar het Antwerpse Stadspark zijn wel leien maar maken verder geen deel uit van De Leien, .